# Suzy Lake
Suzy Lake (Detroit, EUA, 1947) és una fotògrafa estatunidenca.
Els temes presents en la creació artística de Suzy Lake són la identitat femenina, la transformació, la bellesa i el gènere. A Imitations of Myself (Imitacions de mi mateixa, 1973/2012) mostra el procés de maquillatge d'una dona i la consegüent transformació: Lake seu davant d'una taula, es mira al mirall —que queda ocult per a l'espectador— i es maquilla la cara. L'artista explicava la funció i el significat polític de la cara blanca amb aquestes paraules: «En mim, la cara blanca significa el moment zero, abans de sorgir el personatge. Per a mi, el concepte de zero en mim era una tabula rasa, com els canvis polítics i socials dels anys seixanta. La cara blanca tenia la doble funció d'una màscara: amagar-se i al mateix temps revelar».